# 阿布哈茲人
阿布哈兹人（“阿普苏阿”）屬於高加索族群，主要生活在事实上独立的阿布哈兹共和国，是這個在南高加索和黑海東海岸，舆格鲁吉亚存在爭議的地區的主体居民。因俄罗斯帝国的大迁徙，大量的阿布哈茲人居住在土耳其；也有很多人散居在曾屬蘇聯的其他國家和地區，像是俄羅斯和烏克蘭。
在人類學上，阿布哈茲人種族上屬於巴爾幹-西高加索人的白種人。他們的特徵是：高於人类一般平均身高，擁有瘦長的身體構造，相對較亮色的皮膚、尖挺的五官和深色眼珠。其先民来自高加索黑海沿岸，古希腊人称其为“阿巴斯格”。在民族學上，阿布哈茲人是屬於高加索地區的原住民，他們的物質文化是高加索人的典型，與原始的喬治亞人部落之間有密切的文化和政治接觸。从中世纪以来，阿布哈茲一直是格魯吉亞歷史領土。目前，阿布哈兹共和国境内的阿布哈兹人可分为布泽皮、阿布朱依、萨穆尔札康3个支系。包括土耳其境内侨民的总人口大约有200,000至600,000。阿布哈兹人也以長壽聞名。
传统上阿布哈兹人多从事农业、畜牧业、园艺，文化与西部的格鲁吉亚人（明格列爾人）相近。阿布哈兹地区主要的作物有烟草、茶树、桐树、柑橘、葡萄等，手工业产品有毛、麻、丝、木材等。

## 民族分佈、人口與語言

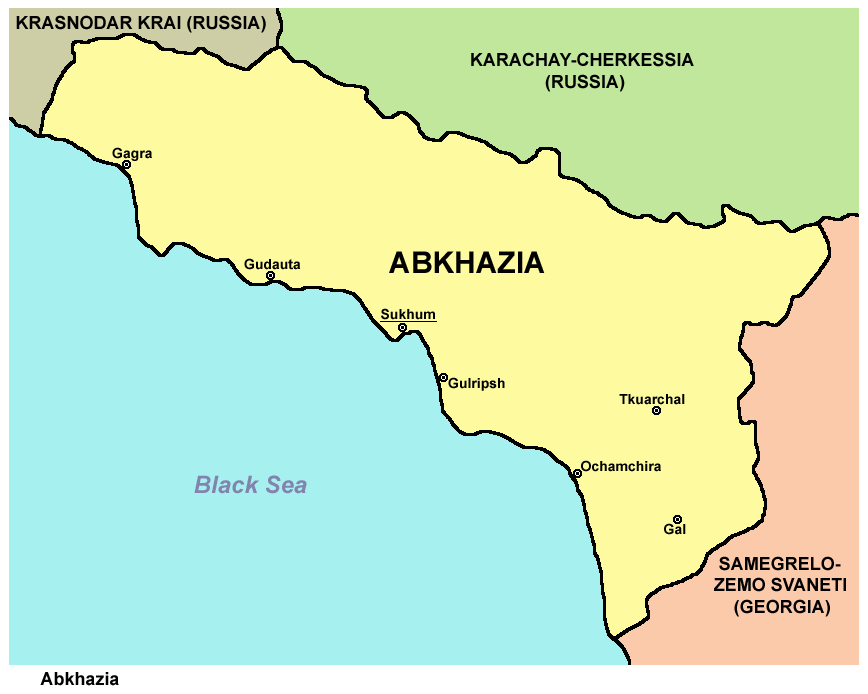
阿布哈茲行政区域（位于俄属北高加索和格鲁吉亚西部之间）

阿布哈茲人主要分布圖（深绿色为聚居区，浅绿色为散居区）

### 民族分布
阿布哈茲人屬歐羅巴人種高加索類型，主要分布在阿布哈茲共和國，部分分布在阿扎爾等地，還有10餘萬阿布哈茲人分布在土耳其。
阿布哈茲人按古代部落分布地區可劃分為3個支系：布茲皮人（Бзыҧ, Bzyb/Bzyph)、阿布瑞人（Абжьыуа, Abzhui/Abzhwa）、薩穆爾扎坎人（Zamurzakan）。
- 布茲皮人-Bzyb (Бзыҧ, Bzyph) ：居住在北部布茲皮河地區並且使用他們自己的方言。[13]
- 阿布瑞人-Abzhui (Абжьыуа, Abzhwa) 人：居住在南部科多里河地區，也說他們自己的方言，是以阿布哈茲的文學語言為基礎。[13]
- 薩穆爾扎坎人-Zamurzakan：居住在阿布哈茲的東南部。[13]

### 人口
阿布哈茲人總人口數大約為293,700人。
分布人數統計：
- 114,000人 (此統計數據含阿布哈茲自治共和國)
- 德国 4,900人
- 俄羅斯 12,000人
- 叙利亚 5,300人
- 土耳其 156,000人
- 乌克兰 1,500人

### 語言
阿布哈茲語共約有190,740人使用，其中在阿布哈茲境内約有129,000人說阿布哈茲語。除也使用俄语作为通用语外，大部分的阿布哈茲人使用阿布哈茲語，並使用西里爾字母。阿布哈茲語屬於西北高加索語系，主要被阿布哈茲共和國的人使用，還有一些說阿布哈茲語的族群分布在喬治亞、烏克蘭、土耳其和敘利亞。在阿布哈茲內有兩個主要的阿布哈茲語方言：分布在阿布哈茲北方的布茲皮語（Bzyp）和南方的阿布烏瓦語（Abzhywa），後者是阿布哈茲的書面文學語言的基礎。

#### 阿布哈茲語的字母及其發音
| А а         | Б б   | В в    | Гг          | Гь гь  | Ҕ ҕ    | Ӷь ӷь   | Д д   |
| ----------- | ----- | ------ | ----------- | ------ | ------ | ------- | ----- |
| a           | b     | v      | g           | g’     | ġ      | ġ’      | d     |
| [a]         | [b]   | [v]    | [g]         | [gʲ]   | [ɣ~ʁ]  | [ɣʲ~ʁʲ] | [d]   |
| Дә дә       | Е е   | Ж ж    | Жь жь       | Жә жә  | З з    | Ӡ ӡ     | Ӡә ӡә |
| də          | e     | ž      | ž’          | žə     | z      | źə      | źə’   |
| [dʷ]        | [ɛ]   | [ʐ]    | [ʒ]         | [ʒʷ]   | [z]    | [d͡z]    | [d͡ʑʷ] |
| И и         | К к   | Кь кь  | Қ қ         | Қь қь  | Ҟ ҟ    | Ҟь ҟь   | Л л   |
| i           | k     | k’     | k̢           | k̢’     | k̄      | k̄’      | l     |
| [j/jɨ/ɨj/i] | [k’]  | [k’ʲ]  | [kʰ]        | [kʲʰ]  | [q’]   | [q’ʲ]   | [l]   |
| М м         | Н н   | О о    | П п         | Ҧ ҧ    | Р р    | С с     | Т т   |
| m           | n     | o      | p           | ṗ      | r      | s       | t     |
| [m]         | [n]   | [o]    | [p’]        | [pʰ]   | [r]    | [s]     | [t’]  |
| Тә тә       | Ҭ ҭ   | Ҭә ҭә  | У у         | Ф ф    | Х х    | Хь хь   | Ҳ ҳ   |
| t°          | t̢     | t̢°     | u           | f      | x      | x’      | x̢     |
| [t’ʷ]       | [tʰ]  | [tʷʰ]  | [w/wɨ/ɨw/u] | [f]    | [x~χ]  | [xʲ~χʲ] | [ħ]   |
| Ҳә ҳә       | Ц ц   | Цә цә  | Ҵ ҵ         | Ҵә ҵә  | Ч ч    | Ҷ ҷ     | Ҽ ҽ   |
| x̢°          | c     | c°     | c̄           | c̄°     | č      | č       | ċ     |
| [ħʷ]        | [t͡sʰ] | [t͡ɕʷʰ] | [t͡sʼ]       | [t͡ɕʼʷ] | [t͡ʃʰ]  | [t͡ʃ]    | [t͡ʂʰ] |
| Ҿ ҿ         | Ш ш   | Шьшь   | Шә шә       | Ы ы    | Ҩ ҩ    | Џ џ     | Џь џь |
| ċ̨           | š     | š’     | š°          | y      | o̩      | ǰ       | ǰ'    |
| [t͡ʂʼ]       | [ʂ]   | [ʃ]    | [ʃʷ]        | [ɨ]    | [ɥ~ɥˤ] | [d͡ʐ]    | [d͡ʒ]  |
| ь           | ә     |        |             |        |        |         |       |
| ’           | ə     |        |             |        |        |         |       |
| [ʲ]         | [ʷ]   |        |             |        |        |         |       |

## 地理環境
阿布哈茲人主要分布的阿布哈茲，西南邊為黑海，北邊鄰普索河，南邊是因古里河，東北邊則為高加索山脈。
阿布哈茲的首都蘇呼米坐落在黑海海岸。在阿布哈茲22,360平方公里的土地中有四分之三的面積是由山地和丘陵組成，偏向較潮溼的亞熱帶氣候；平均氣溫是14.5° C，平均年雨量約介在1300毫米和2400毫米之間。
但在阿布哈茲沿海的度假區--加格拉，夏天時的平均氣溫達27.5° C。

## 歷史沿革

### 西元前
某些學者認為古代的“Heniochi”部落是阿布哈茲人的祖先，這群尚武的人們在狄奧斯庫里亞跟古代希臘人有接觸，在羅馬時期，“Abasgoi”人被學者提及居住在那裡。學者普羅科匹厄斯描述這些人是好戰的、是三位神的崇拜者，且在拉齊卡王國的宗主權之下。

### 西元前~18世紀
西元前6~5世紀，希臘人到來，他們在黑海東岸建立了殖民地，後來發展成為現今阿布哈茲的首都蘇呼米。西元前110年~西元前63年，阿布哈茲被羅馬帝國征服，阿布哈茲人被併入羅馬帝國。後來羅馬帝國東西分治以後，阿布哈茲隸屬於拜占庭帝國，阿布哈茲人因此開始信奉基督教正教会。他們在西元780年建立阿布哈茲王國。

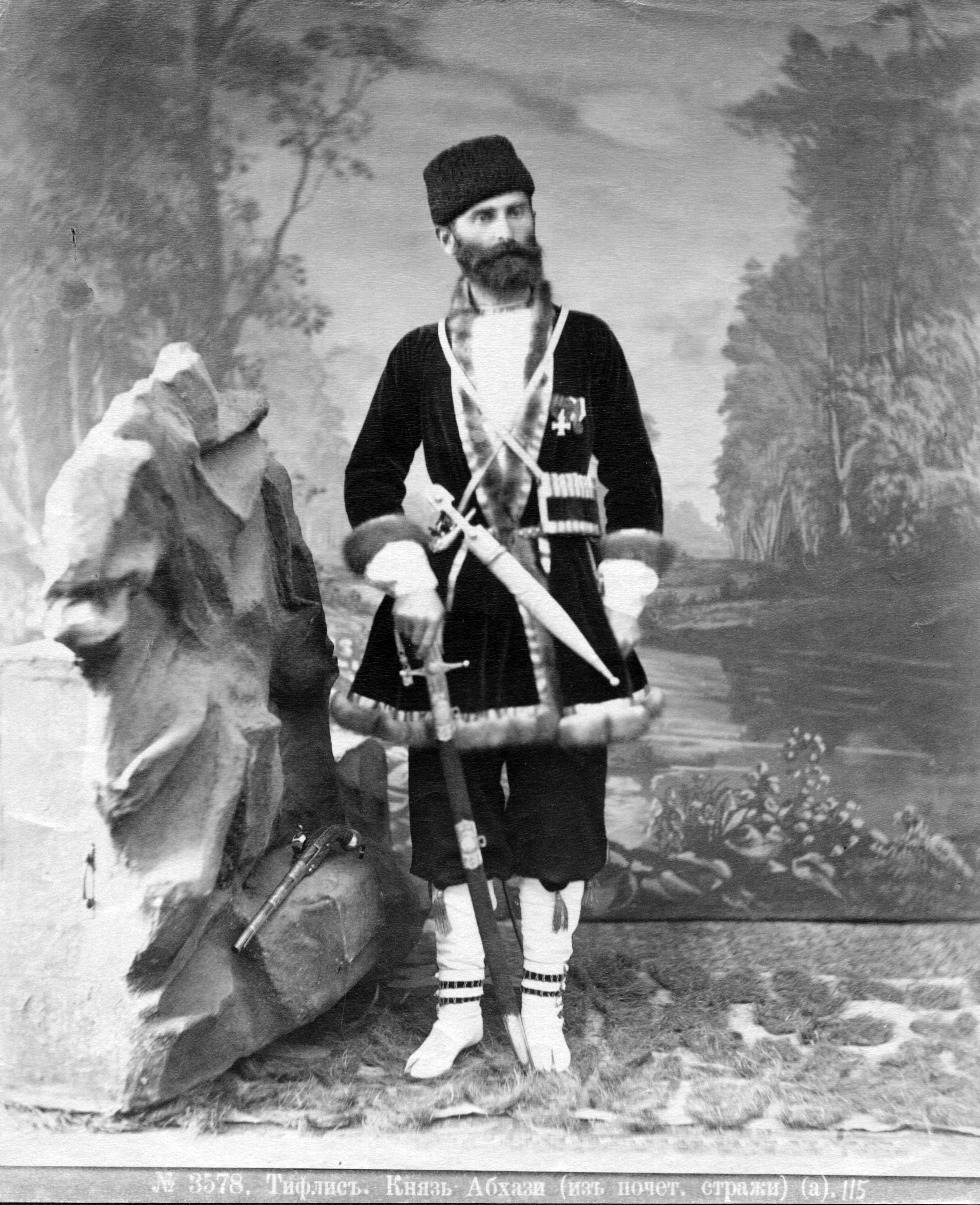
阿布哈茲王子

拜占庭帝國衰弱以後，國王巴格拉特三世统一了整个格鲁吉亚。西元15~18世紀時，穆斯林鄂圖曼帝國入侵並統治阿布哈茲人近三百年，部分阿布哈茲人改信伊斯蘭教。

### 19世紀後
在1810年代到1860年代間，俄羅斯帝國占領外高加索，並大規模的驅逐阿布哈茲穆斯林到鄂圖曼帝國，在阿布哈兹推進強勢的俄羅斯化政策和引進移民，因此現在離鄉背井的阿布哈茲人群數量估計至少是居住在本地的阿布哈茲人的兩倍。最大部分的離鄉族群現居土耳其，估計約有100000至500000人，還有較小群分布在敘利亞及約旦。在最近幾年，有些人移居西方國家，主要移至德國、荷蘭、瑞士、比利時、法國、英國、澳洲和美國（主要為紐澤西州）。

### 20世紀後
1917年俄國革命後，阿布哈茲成為喬治亞民主共和國的一部分，在1921年蘇聯紅軍入侵喬治亞，阿布哈茲併入蘇聯，成為阿布哈茲社會主義蘇維埃共和國。阿布哈茲在1931年的地位降低，後成為一個自治共和國。史達林引進強制的集體耕作，當地的共產主義者肅清菁英。亞美尼亞人、俄羅斯人、喬治亞人的大量湧入正在成長中的農業和旅遊業地區，阿布哈茲的學校們短暫關閉。苏联时代对阿布哈兹的调查是在马尔院士的领导下开始的。格鲁吉亚苏维埃政府强制对阿布哈兹进行民族同化，以“消灭民族界限”，1970年代曾爆发多次大规模示威，最多时参加人数达三万。这迫使政府在苏呼米兴建阿布哈兹大学、新建了一系列阿布哈兹语电视台。到了1989年，阿布哈茲的人口約達93000人（占全部人口的18%），喬治亞的人口數約240000（自治共和国人口的24%），亞美尼亞人（占全部人口的15%）和俄羅斯人（占全部人口的14%）的人口數也大致成長。

### 現況
蘇聯解體後，阿布哈兹和南奧塞梯尋求獨立，俄羅斯揮兵介入喬治亞內戰。1992年到1993年間，喬治亞政府與想要獨立的阿布哈茲發生戰爭，俄羅斯在此戰中幫助阿布哈茲脫離喬治亞政府的管轄。結果，喬治亞政府失去對該地區的控制，25萬喬治亞人被驅離。該地區自稱「阿布哈茲共和國」。2008年喬治亞軍隊對南奧塞梯發動進攻，8月底俄羅斯政府承認南奧塞梯和同樣原屬於喬治亞的自治區域--阿布哈茲獨立。喬治亞外交部當天發表聲明予以譴責，表示俄羅斯此舉是一種挑釁行為，違反了國際法基本準則，破壞了地區局勢穩定，呼籲國際社會評估俄羅斯的“侵略行為”。阿布哈茲共和國高度倚賴俄羅斯，在目前是一個備受爭議而事實上獨立的國家，但只被極少數國家承認，目前只有俄羅斯、尼加拉瓜、委內瑞拉、諾魯、只被部份國家承認的南奧塞提亞、不被國際承認的聶斯特河沿岸及納戈爾諾－卡拉巴赫共和國所承認為獨立國。
1992至1993年的阿布哈茲戰爭使阿布哈茲人占共和国的多數（約45%），其餘構成大部分人口的包括俄羅斯人、亞美尼亞人、喬治亞人、希臘人、猶太人。根據2003年的人口調查，在阿布哈茲事实上的共和国内，阿布哈茲人共有94606人。
根據2011年的人口調查，有122175個阿布哈茲人居住在阿布哈茲，他們占共和國總人口的50.8%。
在敘利亞內戰時期中，許多住在敘利亞的阿布哈茲人移居回阿布哈茲。在2013年四月中，約200名阿布哈茲後代的敘利亞人抵達阿布哈茲，在四月底又有150人抵達。阿布哈茲的領導者宣布將持續把住在海外的阿布哈茲人遣送回國，因此在2013年8月，有531名阿布哈茲人抵達敘利亞。

## 社會、家庭與婚姻

### 社會、家庭
女人和年輕人在家中扮演較次要的位置：他們被期望保持安靜；他們準備食物，但家中其他人先吃。女人因為婚姻而進入一個家庭後，新娘在家中對於家人來說相對較像陌生人，會被用一種較相異的且較拘謹的方式對待，有時甚至帶有一些敵意。新娘不能跟家翁說話，直到家翁認定已經過了充分的時間之後才可以。新娘對於家婆也需要沉默一段時間，但時間相對較短。新娘也要避免稱呼丈夫的兄弟姊妹們的名字（尤其是較年長的兄弟姊妹），她會替他們取綽號並在之後一直用那樣稱呼他們。丈夫和妻子禁止在公共場合中秀恩愛，且夫妻結婚一年後才可以有小孩出生。
阿布哈茲人較喜歡和自己相同性別、相同年紀的人們相處，而且彼此的群體之間有強烈的距離，人們都很清楚也很尊重。
阿布哈茲人會對客人特別禮貌，客人會被安排和較年長的男人坐在一起。當有客人來訪時，都會舉辦儀式性的大型派對慶祝。主人和客人會互相敬酒好幾輪，這是尊敬彼此的表現也可藉此互相認識。用食物、酒、話語等方式表示殷勤好客讓阿布哈茲家族感到榮耀、愉快又團結。
對於阿布哈茲社會來說，有時禁慾主義和自力更生的能力是必要的。例如受傷的人試著忍住不哭；孩子們要尊重長者，即使長者要求的事對他來說很困難；孩子們被限制行動，透過被大人譴責和讚美，他們明白被大人期望的行為；父母（尤其是父親們）不應該在公開場合對他們自己的小孩表達太多關心或情感等等。此外，現今的阿布哈茲大家庭保留它在概念上和組織上的重要性，大家庭的成員在乎關心彼此的小孩，建立一個廣大深厚的關係網絡。

### 婚姻
傳統上的阿布哈茲婚姻是被安排的，但現今幾乎都是自由戀愛結婚。傳統上，阿布哈茲的女人通常在二十歲出頭就結婚，但男人通常等到三、四十歲才結婚。所有具親戚關係的人都不可通婚，人們不可和具有相同姓氏的親戚結婚。若一名女孩想嫁給一名男孩，但女孩的父母不允許，則男孩和他的朋友們可以把新娘偷過來。無論如何，新郎會把新娘帶到家中，而新郎的家庭會準備一頓豐盛的大餐。然而新娘家庭不會參加宴會，且新娘必須自己在餐宴中獨自孤立站著，不能笑也不能說話。這頓餐宴就相當於結婚典禮。餐宴結束後，傳統上新郎和新娘會待在一間臨時的特別小屋幾個晚上。

## 產業與生活

### 產業
傳統上阿布哈茲人以農夫和蓄牛者居多，他們的主食為玉米、小米及乳製品。以往野菜也是很重要的食物。阿布哈茲人的栽培技術相當原始，導致產量較低。山地的阿布哈茲居民因牧場多，主要養殖牲畜，包括綿羊和山羊，馬隻則比較少，養蜂和狩獵高度發達。牲畜是從春天的結束、夏季到年底，在高山牧場畜養。在其他季節，牧場都在海灘上或在山腳下。在阿布哈茲村莊居民也種植園藝，包括蘋果、梨、桃、杏、榛子、核桃、無花果、櫻桃、李子等水果，還有蔬菜，包括捲心菜和土豆。特別常見的是棉和麻，幾乎每一個家庭都有種。自20世紀，阿布哈茲人也開始煙草，培育茶葉和柑橘類植物。阿布哈茲葡萄栽培最重要的區域是布茲皮河的河流環境，這個地區擁有三十多個品種，葡萄可用於釀酒。此外，還有養蜂和狩獵。阿布哈茲的經濟反映了他們的環境。在海岸和山麓的阿布哈茲人主要從事田間種植和部分園藝。除了小米、玉米之外，也種植棉花、亞麻、大麻。

### 生活
在飲食方面，玉米粥是阿布哈茲人的主要料理之一，另外還有一些其他不加鹽的水煮玉米料理。玉米粥的料理方式有很多種，可在玉米粥裡加入牛奶和起司。阿布哈茲人的乳製品飲食包括新鮮的乳酪和當地獨特種類的優酪乳。傳統上會煮或烤家禽來吃，炙烤是目前較受歡迎的烹煮方式。阿布哈茲人會在蔬菜主食裡加入調味過的豆子並搭配玉米粥來吃，也常常在蔬菜餐點裡加核桃。

### 家屋
阿布哈茲村莊面積很大，每個約10平方公里，集結數個房舍。村莊主要是在林區，森林有防禦功能。
傳統的阿布哈茲房屋是圓形或方形的樺木編織屋，泥土貼滿牆壁、茅草屋頂。有些富裕家庭會建兩套公寓：一個為客人而建、較大的房子為客人；一個為自己的家庭而建、較小的房子，這顯現出阿布哈茲人好客的傳統。

## 信仰與習俗

### 信仰

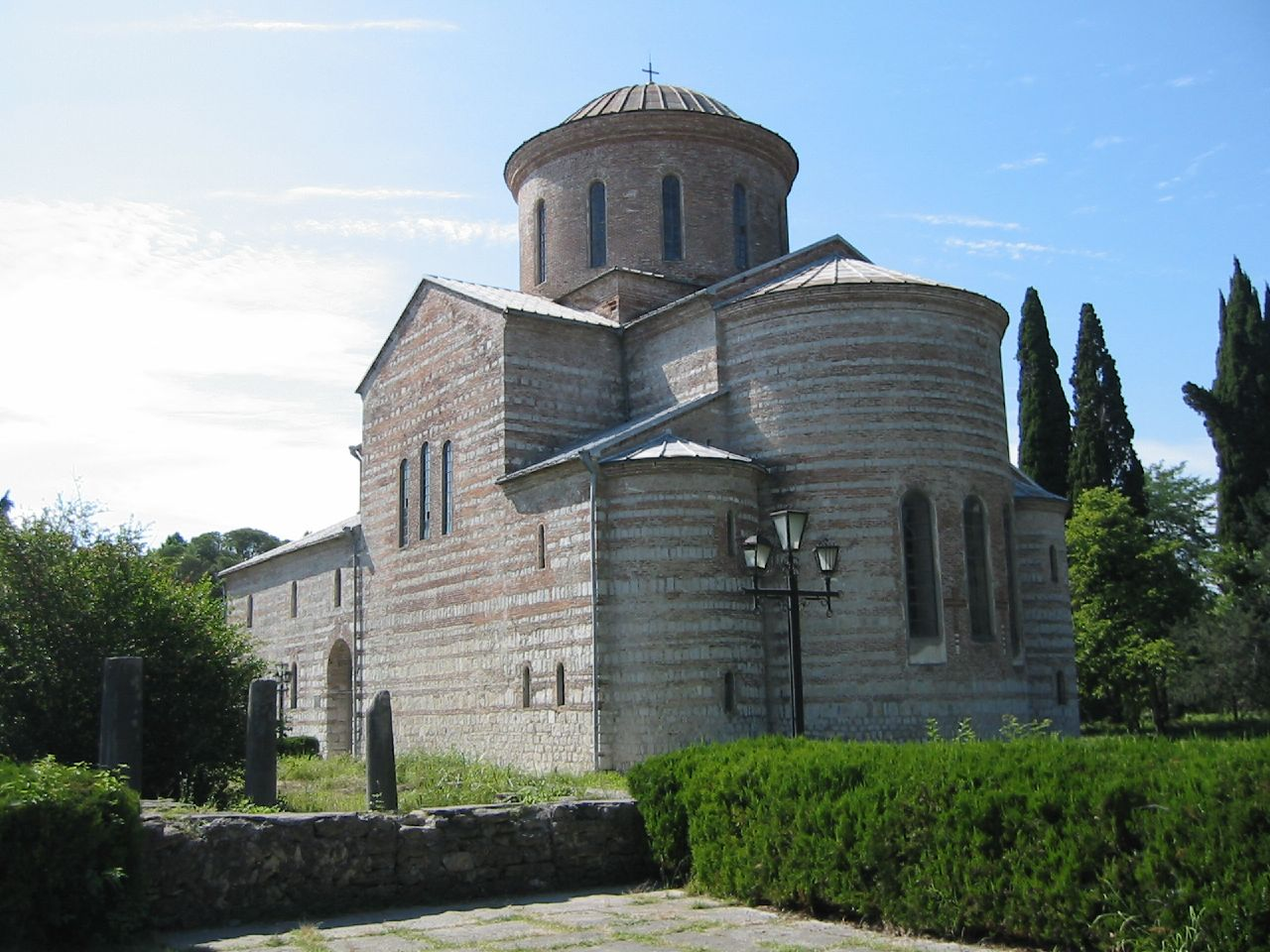
皮聰達主教座堂

在公元7世紀拜占庭帝國的統治影響下，基督教在阿布哈茲人之間傳播。在15世紀和16世紀被鄂圖曼帝國征服後，由於鄂圖曼帝國的宗教政策，阿布哈茲的部分人開始信仰伊斯蘭教的遜尼派。然而傳統信仰仍然存在，亦會進行傳統宗教儀式。根據阿布哈兹本土宗教，至高的神是“Antzva”（這是"母親"這個詞的複數形式）；“Afy”掌管閃電雷鳴和天氣；“Azhvepshaa”則是森林、野生動物和狩獵的精神象徵。因此，阿布哈茲人的宗教主要包括基督教（东正教）和阿布哈兹民族宗教，家庭會特別標誌出這些宗教節日。苏联时期的无神论传统也使得大量阿布哈兹人没有特定的宗教信仰。

### 習俗
最重要的世俗假日是現今公历的新年（12月31日和1月1日）及舊儒略曆的新年（1月13和14日），這些是家庭聚會時間。另一個受歡迎的節日被稱為“lykhnashta”（Lykhny意为草甸），在秋天豐收後慶祝，來自阿布哈茲各地的人們會來到利克尼村，觀眾在那裡觀看驚險賽馬和馬術比賽。自1993年以來，每年的9月30日這天被譽為“解放日”，它象徵著喬治亞武裝部隊從阿布哈茲離開。在這一天還有阿布哈茲軍隊的遊行，以及歌曲和舞蹈活動。

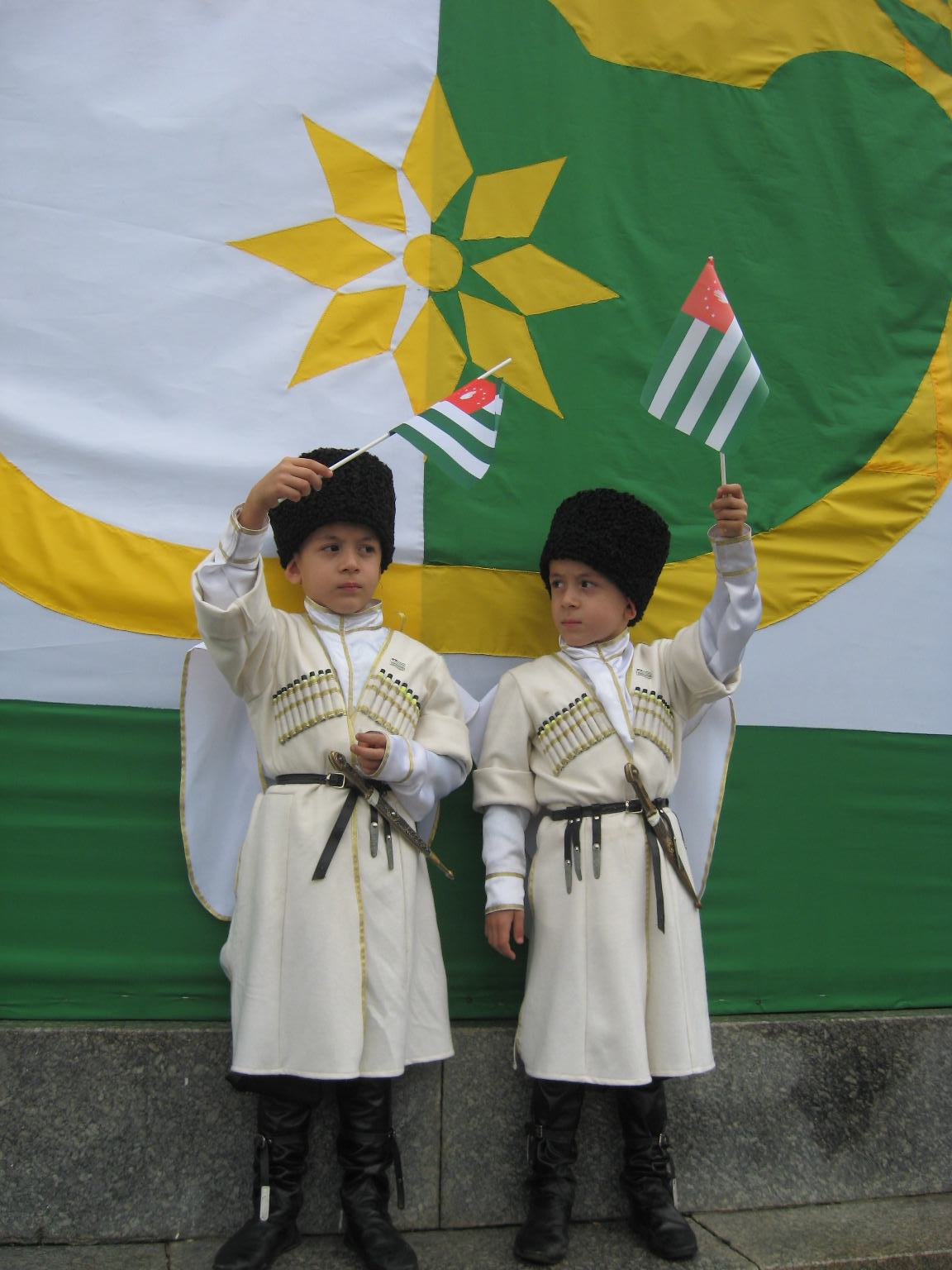
阿布哈兹儿童手持旗帜
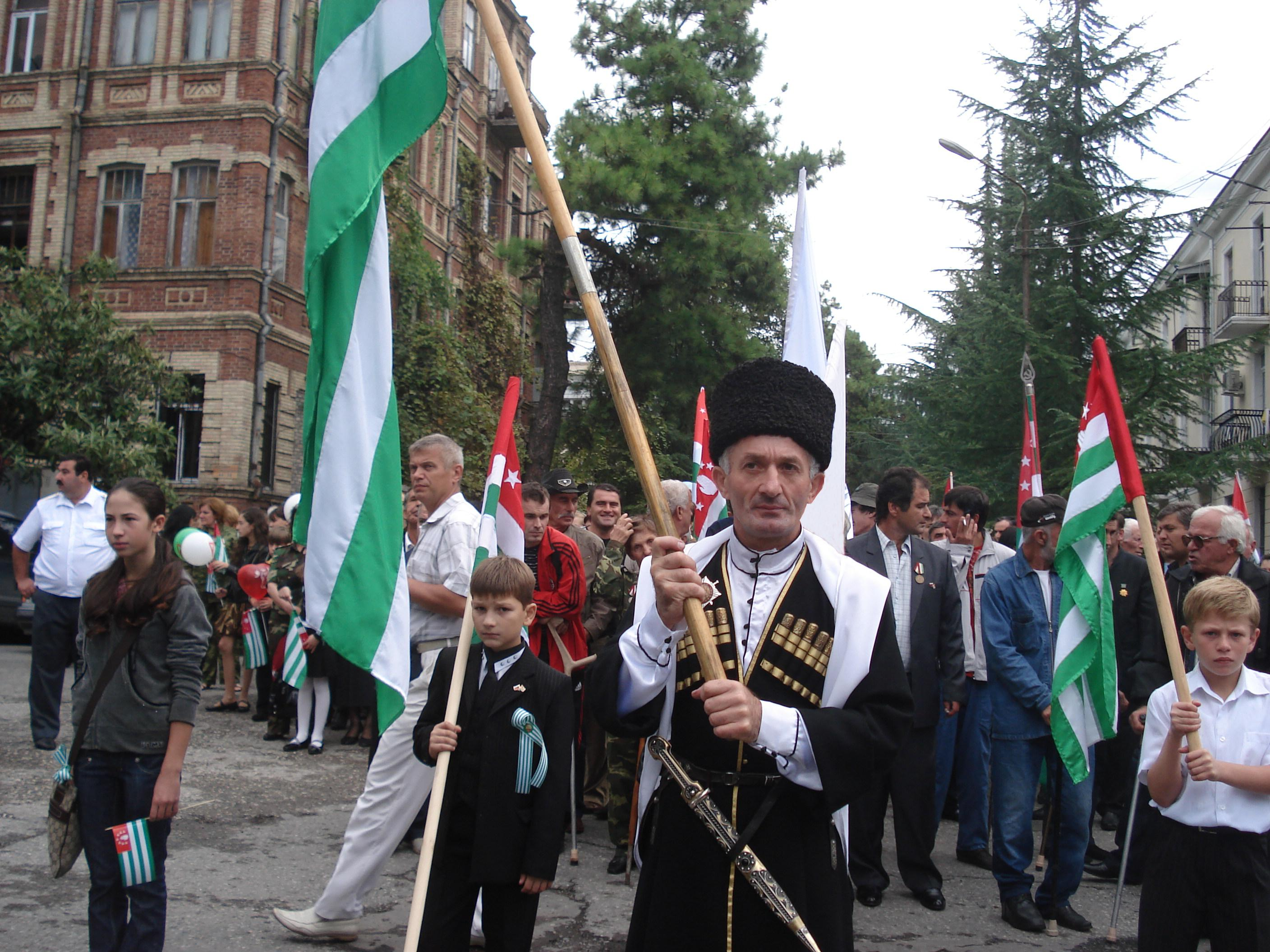
阿布哈兹老人参加游行
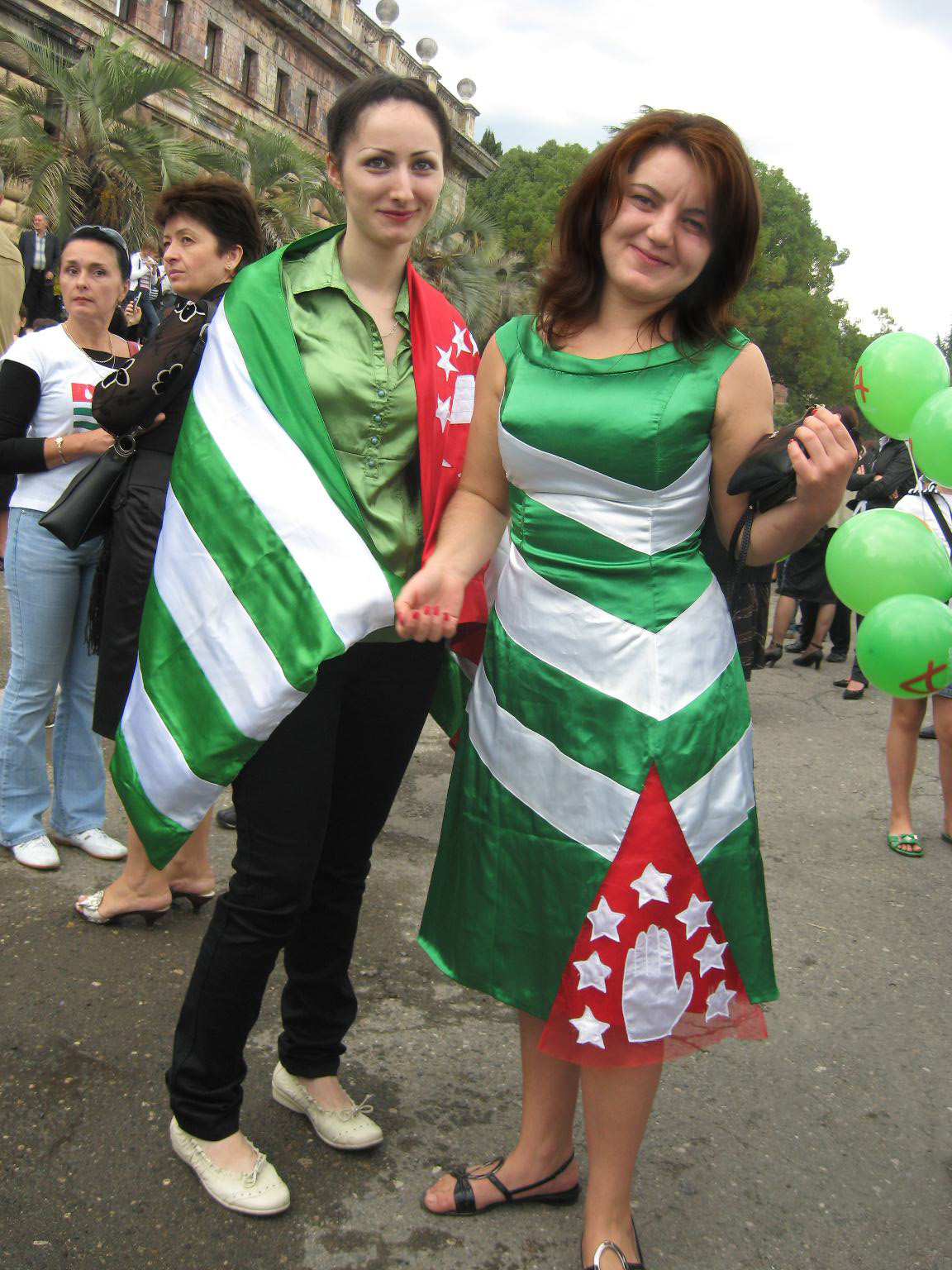
阿布哈兹妇女参加庆典

#### 生育習俗

##### 生育的意義
生兒育女對每個阿布哈茲人的家庭來說是一件大事。他們尤其對生男孩尤為高興，因為他們認為男孩是家族的繼承人、家庭及其財產的保護人。阿布哈茲人則視女兒為家中的客人、臨時成員，因為女兒一旦出嫁，就會成為夫家的成員。如果家中生養的全是女孩，就會被認為是不幸的事。

##### 傳統生育的階段
傳統上，阿布哈茲人生育的風俗可分成幾個階段 : 
- 產前期 :

婦女一旦出現懷孕的徵兆，其舉止就要受到許多俗規的約束。比如，要少在公婆和丈夫的兄弟前露面；當家中有人死亡，孕婦應回避不得觀望遺體。據迷信傳說，死者可能會給她和她將來的孩子帶來不吉。
- 分娩期 :

傳統的阿布哈茲婦女在分娩時，家中所有的男子，包括丈夫，都得暫時離開家，孩子生下後才可以回來。
- 產後期 :

據傳統的說法，這是對產婦及新生嬰兒十分危險的時期，會有各種惡魔肆虐。為了祈求新生兒及產婦的安康，這個期間要舉行許多儀式。例如， 
在產婦產後首次起床時要舉行“起床”儀式，參加者只限婦女。儀式上有祈禱儀程，由一名未曾生育過的成年婦女主持。這位禱告者手拿一個盤子，把它在產婦和新生兒周圍繞圈三次，然後手舉著酪心面餅，口中念念有詞，祈求五穀神降福於產婦及其孩子。
阿布哈茲人傳統的生育習俗有不少迷信的色彩，但也有些合理的內涵，目的是為了保證子孫後代的優生和健康。現在傳統的生育習俗已有很多變化，一 些迷信色彩較濃厚的儀式已經消失。分娩也在專門的產院進行，產後的習俗也已有很大改觀。

## 文學與藝術
阿布哈茲文化的重要組成部分有歌曲、 音樂和舞蹈。阿布哈茲人有婚禮歌、 儀式歌、 崇拜歌、 搖籃曲、 療癒歌曲、 工作歌曲；有家庭聚會時特別的歌曲；也有為病患者的特別歌曲和慶祝英雄事蹟的歌曲；有戲劇和舞蹈公司、 藝術博物館、 音樂學校和演藝劇院。詩歌和其他形式的文學也被高度重視。

### 文學名人
- Fazil Iskander (1929–2016)，作家
- Alexey Gogua (生於1932年)，作家
- Bagrat Shinkuba (1917–2004)，作家、詩人

### 舞蹈
民俗舞蹈是一種阿布哈茲人流行的民間藝術，它同時結合了幾種民族舞蹈。阿布哈茲人透過舞蹈傳達心情，觀舞者可以從整體節目裡看到阿布哈茲人的歷史事件和人們的生活。透過舞蹈傳達了一般人們的日常生活，快樂跟悲傷的事件。
- Ashatshyrtra：是阿布哈茲人一種優美的舞蹈，用腳趾表演。這種舞蹈是軍事性質的，反映在戰鬥中的勝利。這種舞蹈由一大群的男子組成，每個人持有武器，主要在一個圓圈中移動。這種舞也是一種戲劇的演出，舞者同時跳舞並演出歷史事件和冒險戰鬥的阿布哈茲士兵。[48]

- Lalzyn：是一種由女孩演出的阿布哈茲古代舞蹈，屬於抒情的舞蹈。緩慢而平穩的編排，旨在充分展示阿布哈茲女孩的美，優雅、 氣質和靈性。[48]